# نوده علیا
نوده علیا روستایی در دهستان لانو بخش درح شهرستان سربیشه استان خراسان جنوبی ایران است.

## جمعیت
بر پایه سرشماری عمومی نفوس و مسکن در سال ۱۳۹۵ جمعیت این روستا ۱۴۷ نفر (۴۳خانوار) بوده‌است.